# 4 Hours of Portimão 2023

Tor Autódromo Internacional do Algarve

4 Hours of Portimão 2023 – długodystansowy wyścig samochodowy, który odbył się 22 października 2023 roku na torze Autódromo Internacional do Algarve. Był on szóstą a zarazem ostatnią rundą sezonu 2023 serii European Le Mans Series.

## Tło
Był to ostatni wyścig dla klasy LMGTE w ELMS oraz przedostatni wyścig dla aut kategorii LMGTE.

## Uczestnicy
Lista startowa została opublikowana 11 października i zawierała 41 zgłoszeń – 7 w klasie LMP2, 10 w klasie LMP2 Pro/Am oraz po 12 w klasach LMP3 i LMGTE.
Przed weekendem wyścigowym z rywalizacji wycofała się załoga #10 Eurointernational.

## Harmonogram
| Dzień                      | Godzina | Sesja                                   | Długość   |
| -------------------------- | ------- | --------------------------------------- | --------- |
| Środa, 18 października     | 9:00    | Pierwsza sesja testowa                  | 145 minut |
| Środa, 18 października     | 13:30   | Druga sesja testowa                     | 145 minut |
| Czwartek, 19 października  | 9:50    | Pierwsza sesja treningowa               | 180 minut |
| Czwartek, 19 października  | 16:20   | Sesja dla kierowców z brązową kategorią | 60 minut  |
| Sobota, 21 października    | 11:40   | Druga sesja treningowa                  | 150 minut |
| Sobota, 21 października    | 17:20   | Sesja kwalifikacyjna – LMGTE            | 15 minut  |
| Sobota, 21 października    | 17:45   | Sesja kwalifikacyjna – LMP3             | 15 minut  |
| Sobota, 21 października    | 18:10   | Sesja kwalifikacyjna – LMP2 Pro/Am      | 15 minut  |
| Sobota, 21 października    | 18:35   | Sesja kwalifikacyjna – LMP2             | 15 minut  |
| Niedziela, 22 października | 13:00   | Wyścig                                  | 4 godziny |
| Źródło                     |         |                                         |           |

## Sesje treningowe
| Klasa                                   | Zespół                        | Samochód                 | Czas           | Okr.           |
| Sesja pierwsza                          | Sesja pierwsza                | Sesja pierwsza           | Sesja pierwsza | Sesja pierwsza |
| --------------------------------------- | ----------------------------- | ------------------------ | -------------- | -------------- |
| LMP2                                    | #25 Algarve Pro Racing        | Oreca 07                 | 1:33,898       | 70             |
| LMP2 Pro/Am                             | #21 United Autosports USA     | Oreca 07                 | 1:34,023       | 72             |
| LMP3                                    | #13 Inter Europol Competition | Ligier JS P320           | 1:38,649       | 49             |
| LMGTE                                   | #95 TF Sport                  | Aston Martin Vantage AMR | 1:42,409       | 45             |
| Sesja dla kierowców z brązową kategorią |                               |                          |                |                |
| LMP2 Pro/Am                             | #99 Proton Competition        | Oreca 07                 | 1:57,179       | 12             |
| LMP3                                    | #13 Inter Europol Competition | Ligier JS P320           | 1:58,580       | 14             |
| LMGTE                                   | #72 TF Sport                  | Aston Martin Vantage AMR | 2:01,077       | 12             |
| Sesja druga                             |                               |                          |                |                |
| LMP2                                    | #25 Algarve Pro Racing        | Oreca 07                 | 1:32,957       | 34             |
| LMP2 Pro/Am                             | #24 Nielsen Racing            | Oreca 07                 | 1:33,152       | 62             |
| LMP3                                    | #8 Team Virage                | Ligier JS P320           | 1:38,047       | 56             |
| LMGTE                                   | #44 GMB Motorsport            | Aston Martin Vantage AMR | 1:41,053       | 64             |

## Kwalifikacje
Pole position w każdej kategorii oznaczone jest pogrubieniem.
| Poz.   | Klasa       | Zespół                        | Kierowca              | Czas     | Strata  | Poz. s. |
| ------ | ----------- | ----------------------------- | --------------------- | -------- | ------- | ------- |
| 1      | LMP2        | #28 IDEC Sport                | Paul-Loup Chatin      | 1:36,153 | —       | 1       |
| 2      | LMP2        | #22 United Autosports USA     | Oliver Jarvis         | 1:36,726 | +0,573  | 2       |
| 3      | LMP2        | #65 Panis Racing              | Job van Uitert        | 1:37,009 | +0,856  | 3       |
| 4      | LMP2        | #25 Algarve Pro Racing        | James Allen           | 1:37,274 | +1,121  | 4       |
| 5      | LMP2        | #43 Inter Europol Competition | Olli Caldwell         | 1:38,338 | +2,185  | 5       |
| 6      | LMP2        | #30 Duqueine Team             | Neel Jani             | 1:38,955 | +2,802  | 6       |
| 7      | LMP2        | #47 COOL Racing               | Władisław Łomko       | 1:42,087 | +5,934  | 7       |
| 8      | LMP2 Pro/Am | #99 Proton Competition        | Giorgio Roda          | 1:47,179 | +11,026 | 8       |
| 9      | LMP2 Pro/Am | #34 Racing Team Turkey        | Salih Yoluç           | 1:47,316 | +11,163 | 9       |
| 10     | LMP2 Pro/Am | #3 DKR Engineering            | Tom van Rompuy        | 1:47,504 | +11,351 | 10      |
| 11     | LMP3        | #15 RLR MSport                | Gael Julien           | 1:48,519 | +12,366 | 18      |
| 12     | LMP3        | #17 COOL Racing               | Marcos Siebert        | 1:48,985 | +12,832 | 19      |
| 13     | LMP3        | #11 Eurointernational         | Adam Ali              | 1:48,992 | +12,839 | 20      |
| 14     | LMP3        | #35 Ultimate                  | Jean-Baptiste Lahaye  | 1:49,294 | +13,141 | 21      |
| 15     | LMP3        | #31 Racing Spirit of Léman    | Antoine Doquin        | 1:49,421 | +13,268 | 22      |
| 16     | LMP2 Pro/Am | #19 Team Virage               | Alexander Mattschull  | 1:50,256 | +14,103 | 11      |
| 17     | LMP2 Pro/Am | #20 Algarve Pro Racing        | Fred Poordad          | 1:50,363 | +14,210 | 12      |
| 18     | LMP2 Pro/Am | #81 DragonSpeed USA           | Henrik Hedman         | 1:50,918 | +14,765 | 13      |
| 19     | LMP3        | #13 Inter Europol Competition | Kai Askey             | 1:51,161 | +15,008 | 23      |
| 20     | LMP3        | #12 WTM by Rinaldi Racing     | Oscar Tunjo           | 1:52,268 | +16,115 | 24      |
| 21     | LMP3        | #7 Nielsen Racing             | Ryan Harper-Ellam     | 1:52,389 | +16,236 | 25      |
| 22     | LMP3        | #8 Team Virage                | Manuel Espirito Santo | 1:52,430 | +16,277 | 22      |
| 23     | LMP3        | #4 DKR Engineering            | Pedro Perino          | 1:52,757 | +16,604 | 27      |
| 24     | LMP2 Pro/Am | #83 AF Corse                  | François Perrodo      | 1:53,272 | +17,119 | 14      |
| 25     | LMP2 Pro/Am | #21 United Autosports USA     | Daniel Schneider      | 1:53,298 | +17,145 | 15      |
| 26     | LMP2 Pro/Am | #24 Nielsen Racing            | Rodrigo Sales         | 1:53,409 | +17,256 | 16      |
| 27     | LMP3        | #5 RLR MSport                 | Valdemar Eriksen      | 1:54,367 | +18,214 | 28      |
| 28     | LMP2 Pro/Am | #37 COOL Racing               | Alexandre Coigny      | 1:55,269 | +19,116 | 17      |
| 29     | LMGTE       | #16 Proton Competition        | Ryan Hardwick         | 1:58,574 | +22,421 | 29      |
| 30     | LMGTE       | #57 Kessel Racing             | Takeshi Kimura        | 1:58,837 | +22,684 | 30      |
| 31     | LMGTE       | #77 Proton Competition        | Christian Ried        | 1:58,971 | +22,818 | 31      |
| 32     | LMGTE       | #55 Spirit of Race            | Duncan Cameron        | 1:59,149 | +22,996 | 32      |
| 33     | LMGTE       | #44 GMB Motorsport            | Jens Reno Møller      | 1:59,598 | +23,445 | 33      |
| 34     | LMGTE       | #66 JMW Motorsport            | Martin Berry          | 2:00,232 | +24,079 | 34      |
| 35     | LMGTE       | #93 Proton Competition        | Michael Fassbender    | 2:00,460 | +24,307 | 35      |
| 36     | LMGTE       | #72 TF Sport                  | Arnold Robin          | 2:00,644 | +24,491 | 36      |
| 37     | LMGTE       | #50 Formula Racing            | Johnny Laursen        | 2:00,682 | +24,529 | 37      |
| 38     | LMGTE       | #95 TF Sport                  | John Hartshorne       | 2:00,809 | +24,656 | 38      |
| 39     | LMGTE       | #51 AF Corse                  | Kriton Lentoudis      | 2:02,247 | +26,094 | 39      |
| 40     | LMGTE       | #60 Iron Lynx                 | Claudio Schiavoni     | 2:04,130 | +27,977 | 40      |
| Źródła |             |                               |                       |          |         |         |

## Wyścig

### Wyniki
Minimum do bycia sklasyfikowanym (70 procent dystansu pokonanego przez zwycięzców wyścigu) wyniosło 67 okrążeń. Zwycięzcy klas są oznaczeni pogrubieniem.
| Poz.              | Klasa       | Zespół                        | Kierowcy                                            | Samochód                 | Opony | Okr. | Czas/Strata  |
| ----------------- | ----------- | ----------------------------- | --------------------------------------------------- | ------------------------ | ----- | ---- | ------------ |
| 1                 | LMP2        | #22 United Autosports USA     | Marino Satō Philip Hanson Oliver Jarvis             | Oreca 07                 | G     | 97   | 4:01:25,355  |
| 2                 | LMP2        | #25 Algarve Pro Racing        | Kyffin Simpson James Allen Alexander Lynn           | Oreca 07                 | G     | 97   | +5,785       |
| 3                 | LMP2        | #65 Panis Racing              | Job van Uitert Manuel Maldonado Tijmen van der Helm | Oreca 07                 | G     | 97   | +5,918       |
| 4                 | LMP2 Pro/Am | #83 AF Corse                  | François Perrodo Matthieu Vaxivière Ben Barnicoat   | Oreca 07                 | G     | 97   | +6,970       |
| 5                 | LMP2 Pro/Am | #37 COOL Racing               | Alexandre Coigny Malthe Jakobsen Nicolas Lapierre   | Oreca 07                 | G     | 97   | +7,601       |
| 6                 | LMP2 Pro/Am | #24 Nielsen Racing            | Rodrigo Sales Ben Hanley Mathias Beche              | Oreca 07                 | G     | 97   | +24,308      |
| 7                 | LMP2 Pro/Am | #34 Racing Team Turkey        | Salih Yoluç Charlie Eastwood Louis Delétraz         | Oreca 07                 | G     | 97   | +25,121      |
| 8                 | LMP2        | #43 Inter Europol Competition | Rui Andrade Olli Caldwell Jonathan Aberdein         | Oreca 07                 | G     | 97   | +36,269      |
| 9                 | LMP2 Pro/Am | #81 DragonSpeed USA           | Henrik Hedman Sebastián Montoya Juan Pablo Montoya  | Oreca 07                 | G     | 97   | +37,183      |
| 10                | LMP2        | #30 Duqueine Team             | Nicolás Pino René Binder Neel Jani                  | Oreca 07                 | G     | 97   | +37,881      |
| 11                | LMP2 Pro/Am | #3 DKR Engineering            | Tom van Rompuy Sebastián Álvarez Nathanaël Berthon  | Oreca 07                 | G     | 97   | +38,498      |
| 12                | LMP2 Pro/Am | #99 Proton Competition        | Giorgio Roda Jonas Ried Bent Viscaal                | Oreca 07                 | G     | 97   | +1:06,800    |
| 13                | LMP2 Pro/Am | #20 Algarve Pro Racing        | Fred Poordad Tristan Vautier Jack Hawksworth        | Oreca 07                 | G     | 96   | +1 okrążenie |
| 14                | LMP2        | #28 IDEC Sport                | Paul Lafargue Paul-Loup Chatin Laurents Hörr        | Oreca 07                 | G     | 95   | +2 okrążenia |
| 15                | LMP2        | #47 COOL Racing               | Władisław Łomko Reshad de Gerus José María López    | Oreca 07                 | G     | 95   | +2 okrążenia |
| 16                | LMP3        | #11 Eurointernational         | Matthew Richard Bell Adam Ali                       | Ligier JS P320           | M     | 94   | +3 okrążenia |
| 17                | LMP3        | #17 COOL Racing               | Adrien Chila Marcos Siebert Alejandro García        | Ligier JS P320           | M     | 93   | +4 okrążenia |
| 18                | LMP3        | #4 DKR Engineering            | Alexander Bukhantsov James Winslow Pedro Perino     | Duqueine M30 – D08       | M     | 93   | +4 okrążenia |
| 19                | LMP3        | #13 Inter Europol Competition | Miguel Cristóvão Kai Askey Wyatt Brichacek          | Ligier JS P320           | M     | 93   | +4 okrążenia |
| 20                | LMGTE       | #16 Proton Competition        | Ryan Hardwick Zacharie Robichon Alessio Picariello  | Porsche 911 RSR-19       | G     | 93   | +4 okrążenia |
| 21                | LMP2 Pro/Am | #21 United Autosports USA     | Daniel Schneider Andrew Meyrick Nelson Piquet Jr.   | Oreca 07                 | G     | 93   | +4 okrążenia |
| 22                | LMGTE       | #77 Proton Competition        | Christian Ried Giammarco Levorato Julien Andlauer   | Porsche 911 RSR-19       | G     | 93   | +4 okrążenia |
| 23                | LMP3        | #8 Team Virage                | Michael Jensen Nick Adcock Manuel Espirito Santo    | Ligier JS P320           | M     | 93   | +4 okrążenia |
| 24                | LMGTE       | #55 Spirit of Race            | Duncan Cameron David Perel Matthew Griffin          | Ferrari 488 GTE Evo      | G     | 93   | +4 okrążenia |
| 25                | LMP3        | #15 RLR MSport                | Horst Felbermayr Gael Julien Mateusz Kaprzyk        | Ligier JS P320           | M     | 93   | +4 okrążenia |
| 26                | LMP3        | #31 Racing Spirit of Léman    | Jacques Wolff Jean-Ludovic Foubert Antoine Doquin   | Ligier JS P320           | M     | 93   | +4 okrążenia |
| 27                | LMGTE       | #66 JMW Motorsport            | Martin Berry Lorcan Hanafin Jon Lancaster           | Ferrari 488 GTE Evo      | G     | 93   | +4 okrążenia |
| 28                | LMGTE       | #44 GMB Motorsport            | Jens Reno Møller Gustav Birch Nicki Thiim           | Aston Martin Vantage AMR | G     | 93   | +4 okrążenia |
| 29                | LMGTE       | #95 TF Sport                  | John Hartshorne Ben Tuck Jonathan Adam              | Aston Martin Vantage AMR | G     | 92   | +5 okrążeń   |
| 30                | LMGTE       | #51 AF Corse                  | Kriton Lentoudis Rui Águas Ulysse de Pauw           | Ferrari 488 GTE Evo      | G     | 92   | +5 okrążeń   |
| 31                | LMGTE       | #60 Iron Lynx                 | Claudio Schiavoni Matteo Cressoni Matteo Cairoli    | Porsche 911 RSR-19       | G     | 92   | +5 okrążeń   |
| 32                | LMGTE       | #50 Formula Racing            | Johnny Laursen Conrad Laursen Nicklas Nielsen       | Ferrari 488 GTE Evo      | G     | 92   | +5 okrążeń   |
| 33                | LMGTE       | #72 TF Sport                  | Arnold Robin Maxime Robin Valentin Hasse-Clot       | Aston Martin Vantage AMR | G     | 91   | +6 okrążeń   |
| 34                | LMGTE       | #93 Proton Competition        | Michael Fassbender Martin Rump Richard Lietz        | Porsche 911 RSR-19       | G     | 91   | +6 okrążeń   |
| 35                | LMP3        | #12 WTM by Rinaldi Racing     | Torsten Kratz Leonard Weiss Oscar Tunjo             | Duqueine M30 – D08       | M     | 90   | +7 okrążeń   |
| 36                | LMGTE       | #57 Kessel Racing             | Takeshi Kimura Gregory Huffaker II Daniel Serra     | Ferrari 488 GTE Evo      | G     | 87   | +10 okrążeń  |
| 37                | LMP2 Pro/Am | #19 Team Virage               | Alexander Mattschull Ian Rodríguez Tatiana Calderón | Oreca 07                 | G     | 82   | +15 okrążeń  |
| Niesklasyfikowani |             |                               |                                                     |                          |       |      |              |
|                   | LMP3        | #5 RLR MSport                 | James Dayson Valdemar Eriksen Jack Manchester       | Ligier JS P320           | M     | 81   |              |
|                   | LMP3        | #35 Ultimate                  | Eric Trouillet Matthieu Lahaye Jean-Baptiste Lahaye | Ligier JS P320           | M     | 66   |              |
|                   | LMP3        | #7 Nielsen Racing             | Anthony Wells Ryan Harper-Ellam                     | Ligier JS P320           | M     | 49   |              |

1. ↑  Załoga #31 Racing Spirit of Léman otrzymała karę przejazdu przez aleję serwisową za niewykonanie poprzedniej kary podczas postoju. Kara została zamieniowa na czasową w wysokości 30 sekund[15][14].
2. ↑  Załoga #44 GMB Motorsport została ukarana za niespełnienie minimalnego czasu jazdy przez Nickiego Thiima. Thiimowi zabrakło 16,743 sek. do wypełnienia regulaminowego minimum. Załoga otrzymała karę 17 sekund Stop & Go zamienioną na doliczenie 52 sekund do czasu, w którym pokonała wyścig[16].
3. ↑  Załoga #51 AF Corse została ukarana za niespełnienie minimalnego czasu jazdy przez Ulysse`a de Pauw. De Pauw zabrakło 1 min. i 32,251 sek. do regulaminowego minimum. Załoga otrzymała karę 1 min. i 32,251 sek. Stop & Go zamienioną na odjęcie 1 okrążenia i doliczenie 24,148 sek. do czasu, w którym pokonała wyścig[17].
4. ↑  Załoga #50 Formula Racing została ukarana za niespełnienie minimalnego czasu jazdy przez Nicklasa Nielsena. Nielsenowi zabrakło 1 min. i 56,028 sek. do regulaminowego minimum. Załoga otrzymała karę odjęcia 1 okrążenia i doliczenie 47,925 sek. do czasu, w którym pokonała wyścig[18].
5. ↑  Załoga #12 WTM by Rinaldi Racing otrzymała karę 10 sekund za wykroczenie podczas postoju[14].

### Statystyki

#### Najszybsze okrążenie
| Klasa       | Kierowca       | Zespół            | Czas     | Okr. |
| ----------- | -------------- | ----------------- | -------- | ---- |
| LMP2        | Job van Uitert | #65 Panis Racing  | 1:35,475 | 77   |
| LMP2 Pro/Am | Ian Rodríguez  | #19 Team Virage   | 1:35,854 | 77   |
| LMP3        | Marcos Siebert | #17 COOL Racing   | 1:41,421 | 90   |
| LMGTE       | Daniel Serra   | #57 Kessel Racing | 1:43,103 | 87   |
| Źródło      |                |                   |          |      |